# Pomorska geografija
Pomorska geografija je geografska znanstvena disciplina koja proučava prirodno-geografske uvjete i društveno-gospodarske čimbenike razvoja pomorstva (pomorskih djelatnosti) na određenom području, naglašavajući pritom ulogu i važnost pomorstva u ukupnom gospodarskom razvoju pojedinih zemalja i regija svijeta, kao i svjetskog gospodarstva u cjelini. Osnovna je zadaća pomorske goegrafije isticanje značajki i važnosti geoprometnog položaja pojedinih zemalja i regija svijeta u odnosu prema svjetskim pomorskim putovima, razvoja njihova brodarstva i uloge glavnih luka, mjesto i ulogu u međunarodnoj pomorskoj trgovini i zakonitosti razmještaja te dinamike glavnih robnih tokova na svjetskom pomorskom tržištu.
Utemeljitelj hrvatske pomorske geografije jest Nikola Stražičić.